# Puya wurdackii
Puya wurdackii är en gräsväxtart som beskrevs av Lyman Bradford Smith. Puya wurdackii ingår i släktet Puya och familjen Bromeliaceae. Inga underarter finns listade i Catalogue of Life.